# Linus Volkmann

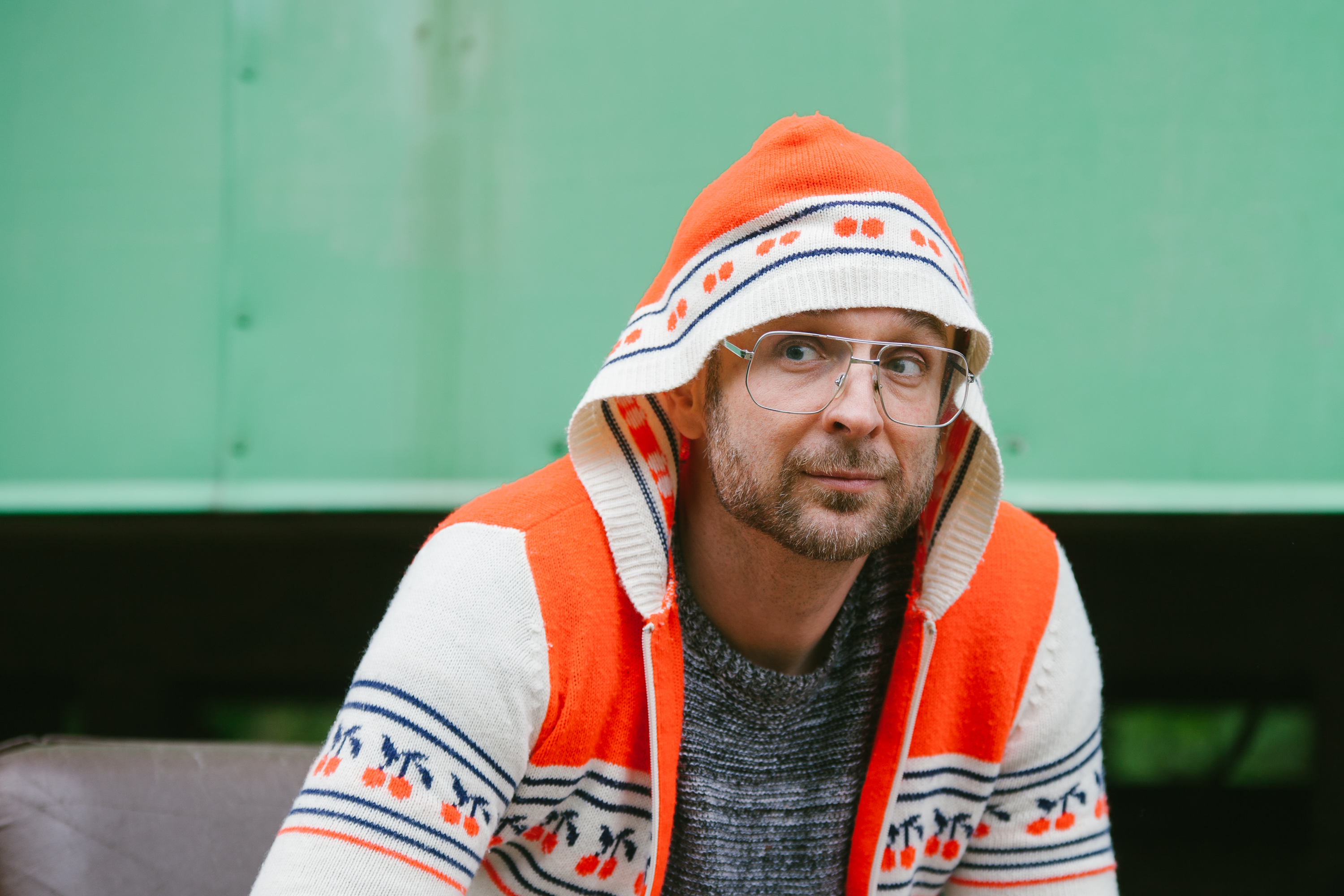
Volkmann beim Immergut Festival (2015)

Linus Volkmann (* 31. Januar 1973 in Frankfurt am Main) ist ein deutscher Autor und Musikjournalist.

## Leben
Linus Volkmann wuchs im hessischen Maintal als Einzelkind auf. Am Gymnasium der Otto-Hahn-Gesamtschule in Hanau legte er mit den Leistungsfächern Deutsch und Mathematik und einem Notendurchschnitt von 2,9 das Abitur ab. Danach studierte Linus Volkmann Germanistik. Außerdem spielte Volkmann in den Punk-Bands Die Schwiegersöhne und Bum Khun Cha Youth. Er war stellvertretender Chefredakteur des Magazins Intro, schrieb außerdem für den Kölner Stadtanzeiger, 1 Live, Junge Welt, Hommage, GEE, das VICE-Magazin, das Plastic-Bomb-Fanzine und gab mit Felix Scharlau und Benjamin Walter das Fanzine Schinken Omi heraus. 2015 gründete er gemeinsam mit dem ehemaligen Intro-Chefredakteur Thomas Venker das Online-Magazin Kaput – Magazin für Insolvenz und Pop.
Seine Bücher erscheinen vorwiegend im Ventil-Verlag, im März 2014 erschien Lies die Biber. 2019–2020 hatte er zusammen mit Paula Irmschler den Podcast Feminismus und Autotune. Für den Musikexpress schreibt Volkmann mit Irmschler abwechselnd auch die „Popkolumne“. Seit 2020 macht er gemeinsam mit Katharina Schmidt „kwittiseeds“ den Podcast „Komm küssen – das Alphabet des Lebens“. Gemeinsam mit dem Musikjournalisten und Autor Felix Scharlau betreibt er seit April 2021 den Podcast „Ausnahme der Rose“, in dem sie über Kinderhörspiele wie Die Drei Fragezeichen, TKKG, Fünf Freunde, Hanni & Nanni, Geisterjäger John Sinclair oder über Helge Schneider und die Hörspielfassung von Der Krieg der Welten von Orson Welles sprechen. Im September 2024 unternahm Linus Volkmann eine Vortragsreise unter dem Titel „Na Bravo!“, in deren Rahmen er die Inhalte ausgewählter Ausgaben der Jugendzeitschrift Bravo analysierte und kommentierte. In seiner Jugend in den 1980er Jahren war Linus Volkmann begeisterter Leser der Bravo.
Volkmann lebt seit seiner Studienzeit vegetarisch und zeitweise vegan.

## Veröffentlichungen
- Sprengt die Charts! Ventil 2019
- Lies die Biber. Ventil 2014
- Kein Schlaf bis Langenselbold. Ventil 2012
- Endlich natürlich. Ventil 2010
- Anke. Ventil 2006
- Robbe und Bürzel. Zwei Herzen schlagen super. Ventil 2005
- Das Geheimnis eines Sommers. SuKuLTuR 2004 (Reihe „Schöner Lesen“, Nr. 28)
- Heimweh to hell. Ventil 2003
- Smells like Niederlage. Ventil 2001
- Super-Lupo, jeder Freund ist anders. Ventil 1998